# Corallistidae
Famille
Les Corallistidae forment une famille de spongiaires de l'ordre Tetractinellida.

## Liste des genres
Selon World Register of Marine Species (22 décembre 2017) :
- Awhiowhio Kelly, 2007
- Corallistes Schmidt, 1870
- Herengeria Lévi & Lévi, 1988
- Isabella Schlacher-Hoenlinger, Pisera & Hooper, 2005
- Neophrissospongia Pisera & Lévi, 2002
- Neoschrammeniella Pisera & Lévi, 2002